# 小汐井神社
小汐井神社（おしおいじんじゃ）は、滋賀県草津市大路に鎮座する神社である。
中山道第一の宮として旅人からも厚い信仰を受けてきた。周辺の氏子からは、安産の神としても信仰されている。
社名の「おしおい」とは、古代、人が神を祭祀するにあたり、まず海中に入り、海潮により潔斎し、その後神事に臨んだ事を指す言葉を指す。
「小汐井（おしおい）」村は、「大路井（おちのい」村となり、地名の判読が難しかったため住居表示の改正により「大路（おおじ）」村に改められた。

## 祭神
- 田心姫命

## 歴史
創祀は宝永2年とされるが、社家記録によると貞観5年とも伝わる。往古、女体大権現と称されていたが、明治11年に現在の社号に改められた。明治9年に村社に列格している。江戸時代以前の記録では、池の水を独り占めしようと、自分の家に水を引いた男の一家が、原因不明の死因で全員死亡したとされる。又、境内に麻を作ったところ、祟りを受けた、境内の栴檀の木で器を作ったところ農作業が進まず、歩く時には必ず障害が起こった、祭礼の時、失礼なことをした人に向けて一陣の風が吹いて本殿の扉が開き中から大きな鱶が飛び出して頭に噛みついた、など。これらはすべて祟りであるとされ、以後、この社で失礼な行いをすると必ず祟りが起こるとされた。

## 境内
境内にある陰陽（めおと）木は、モチの木と椋の木と言う、別科目の木が根元を一つにしたもの。古来、この陰陽木に願いをかければ、縁が結ばれ、夫婦和合し、円満になると伝えられている。
本殿東側の池を古来、小汐井（潮斎）池と呼び、当神社の創建当時本殿があったところであると言われており、磐境が現存する。

## 神紋
左三ッ巴

## 祭事
- 例祭：5月3日

## 境内社

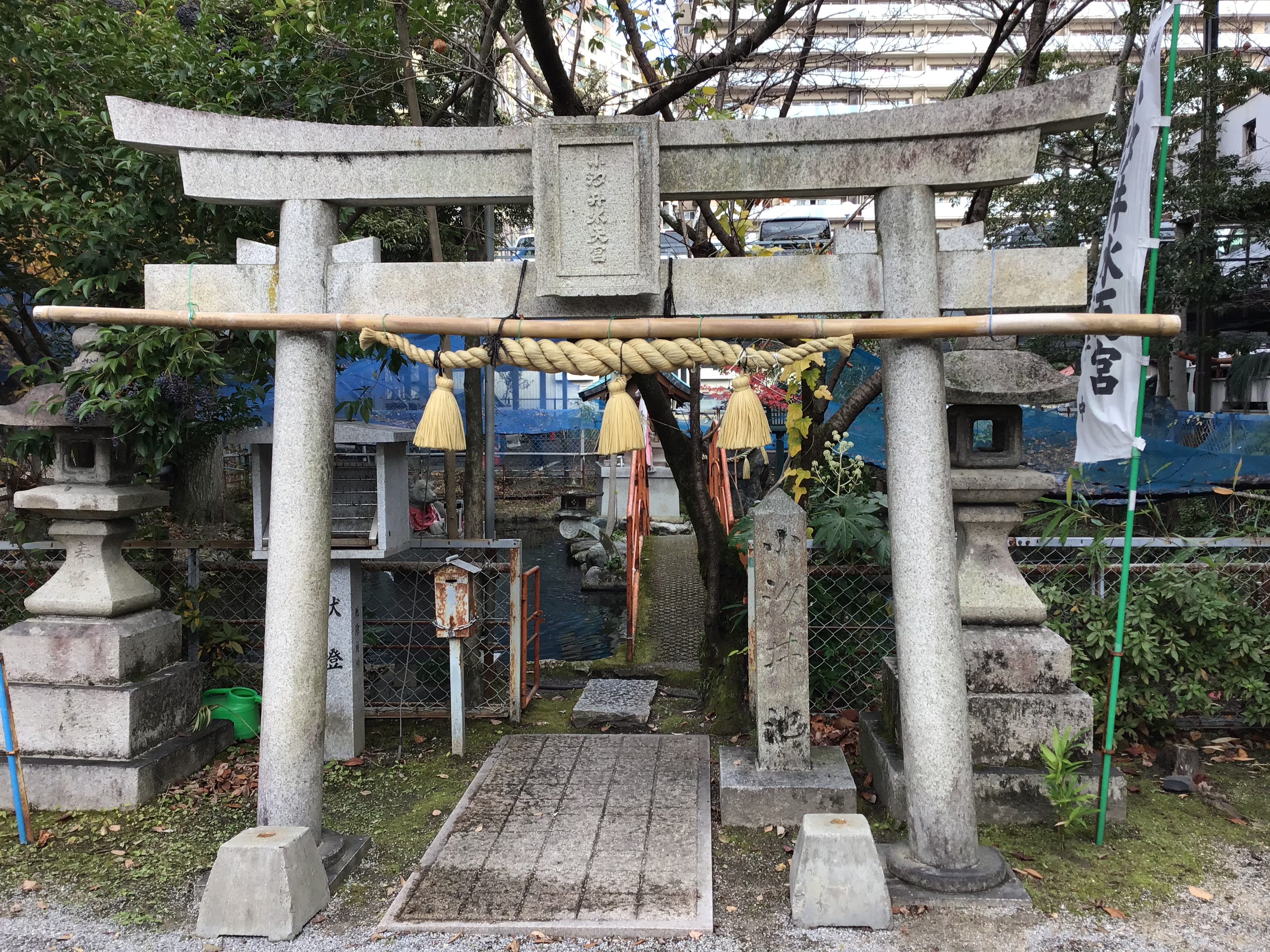
小汐井水天宮
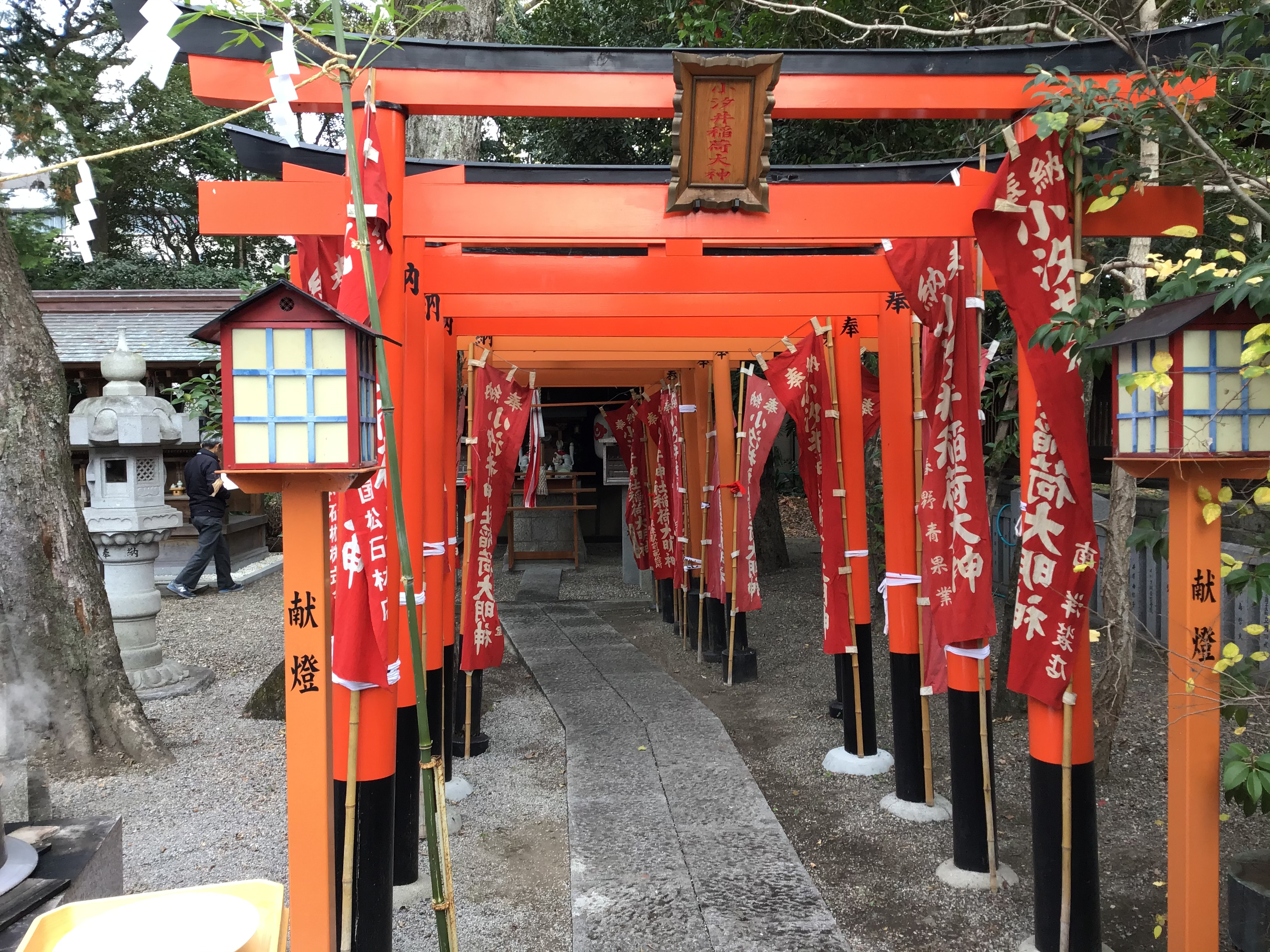
小汐井稲荷神社
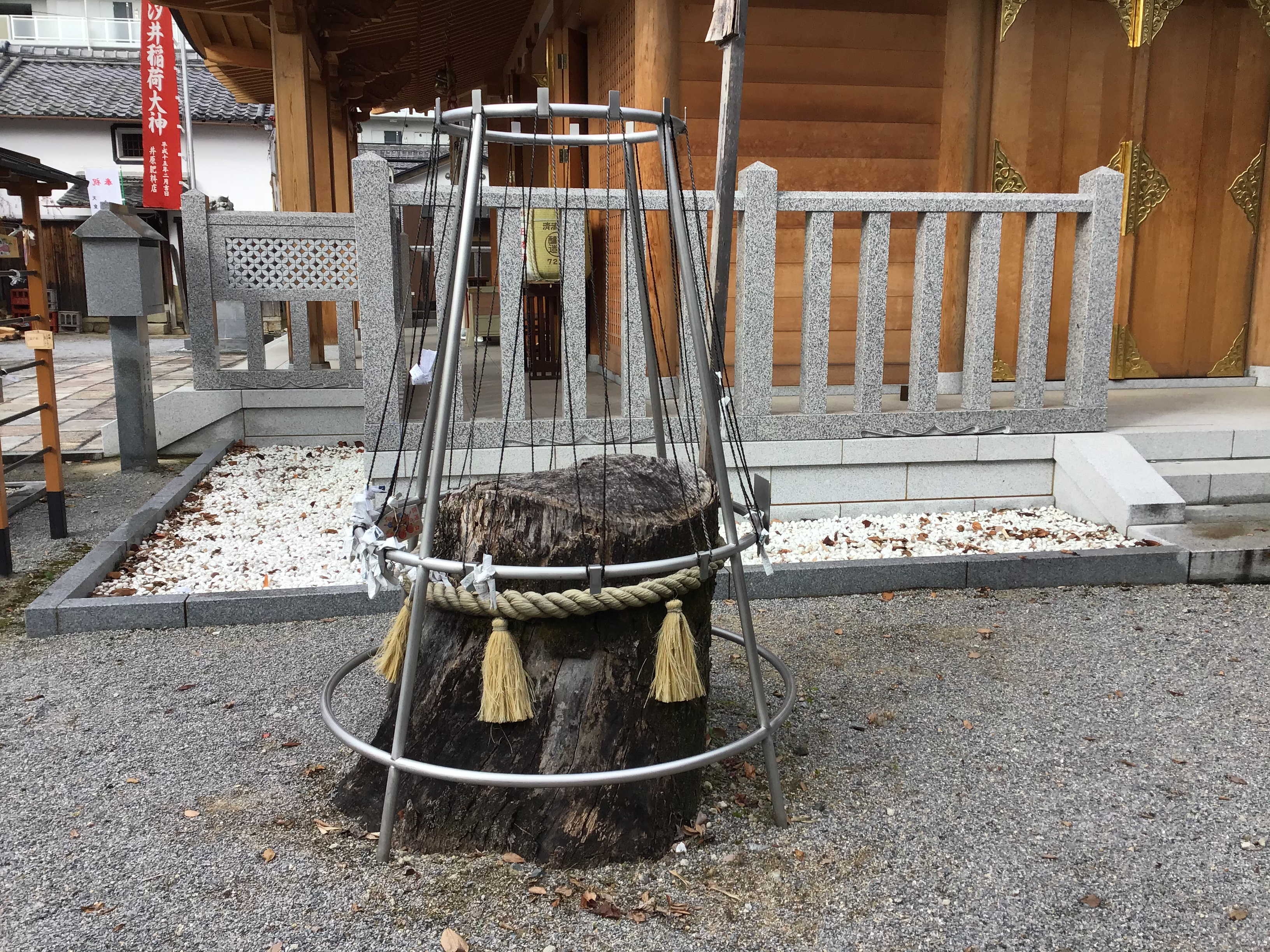
御神木

- 天照皇大神宮
- 豊受大神宮
- 出雲神社
- 恵比須神社
- 塩竈神社

- 小汐井水天宮
- 小汐井稲荷神社
- 御神木

## 御神木
小汐井神社の御神木は、樹高14メートルで、東側のモチノキ科のクロガネモチと西側のニレ科のムクの木の合体したもの（連理木）である。クロガネモチは赤い実が生るので陰に例えられ、ムクの木は黒い実が生るので陽に例えられ、陰陽における男女の木として安産、縁結びの御神木とされている。

## 交通アクセス
- JR琵琶湖線（東海道本線）・JR草津線 草津駅から徒歩5分。
- 同駅からまめバスで「小汐井神社」停留所下車。

※南草津駅方面から発車するまめバスは同停留所を経由しない。